# Österfärnebo
Österfärnebo est une localité de la commune de Sandviken dans le comté de Gävleborg, en Suède. Le village est situé à proximité immédiate du parc national de Färnebofjärden.